# Frédéric Sawicki
Pour les articles homonymes, voir Sawicki.
 (février 2022).
Frédéric Sawicki, né le 23 janvier 1963 à Bruay-en-Artois (Pas-de-Calais), est un politologue français. Il est spécialiste de l’étude des partis et organisations politiques, notamment du Parti socialiste, du militantisme et de la politique locale.

## Biographie

### Jeunesse et études
Il est diplômé de l'Institut d'études politiques de Paris en 1986 (section politique et société), et obtient parallèlement une maîtrise de sociologie à l'université Paris-Descartes. Il poursuit des études de sociologie politique et obtient un DEA en 1987 à l'IEP.
En 1988, il obtient un DEA de politique comparée à l'université Panthéon-Sorbonne. Il soutient en 1993 dans la même université une thèse de science politique dirigée par Jacques Lagroye.
Il est agrégé de science politique en 1995. Il est classé deuxième.

### Parcours professionnel
Après avoir obtenu l'agrégation de science politique, il est nommé professeur à l'université Lille-II en 1995. Il conserve ce poste jusqu'en 2009. Il est membre de son conseil scientifique. Il y dirige de janvier 1999 à décembre 2009 le Centre d'études et de recherches administratives, politiques et sociales (UMR CNRS 8026).
Il est ensuite nommé à l'université Paris-I où il dirige notamment le parcours sociologie et institutions du politique du master de science politique adossé au CESSP (Centre européen de sociologie et de science politique (d)) et à l’École doctorale de science politique. Il continue de donner des cours sur la sociogenèse de l’État en Europe à l'université de Lille.

### Autres responsabilités
Vice-président du comité de programme "Gouverner-administrer" de l'ANR (2008-2011)
Membre du jury du concours national d'agrégation externe de science politique (2008-2009)
Membre du comité sectoriel SHS de l'Agence nationale de la recherche (2007-2008)
Il est l’un des fondateurs de la revue Politix, revue des sciences sociales du politique.

## Travaux
Frédéric Sawicki s'est spécialisé dans l'étude des partis politiques, et a notamment écrit sur le Parti socialiste,,.
Il remarque un phénomène de droitisation de la société française ainsi que du Parti socialiste. Il considère ainsi que le parti ne pourra se relever que s'il rompt avec ses courants les plus libéraux.

## Ouvrages
- Le clientélisme dans les sociétés contemporaines, avec Jean-Louis Briquet (d), PUF, 1998
- Mobilisations électorales(avec Patrick Lehingue (d) et Jacques Lagroye), PUF, 2005,
- Sociologie politique, (avec Jacques Lagroye et Bastien François), Dalloz, Presses de Sciences Po, 2006, 5e éd.
- La société des socialistes (avec Rémi Lefebvre), Éditions du Croquant, 2006
- Les réseaux du parti socialiste. Sociologie d'un milieu partisan, Paris, Belin, coll. « Alpha », 2017 (1re éd. 1997), 512 p. (ISBN 978-2-410-00934-7, présentation en ligne)
- « L’épreuve du pouvoir est-elle vouée à être fatale au Parti socialiste ? Retour sur le quinquennat de François Hollande », Pouvoirs, vol. 163, no. 4, 2017, pp. 27-41.
- La Fin des partis (avec Igor Martinache (d)), PUF, 2020  (ISBN 978-2-130800811)